# Ronivaldo
Ronivaldo Bernardo Sales (* 24. März 1989 in Orós, Ceará), kurz Ronivaldo, in Brasilien auch als Val Ceará bekannt, ist ein österreichisch-brasilianischer Fußballspieler, der auf der Position des Mittelstürmers agiert.

## Karriere
Ronivaldo begann seine Karriere im Juli 2008 beim Náutico Capibaribe. In seiner Heimat spielte er bei verschiedenen Unterligisten, ehe er im Jänner 2013 nach Österreich zum SV Kapfenberg in die zweithöchste Spielklasse wechselte. Dort erzielte er bis Jänner 2015 in 56 Spielen 27 Tore. Im Jänner 2015 folgte der Wechsel in die österreichische Bundesliga zum FK Austria Wien. Mehrere schwere Adduktoren-, Leisten- und Schambeinverletzungen machten jedoch häufige Einsätze unmöglich. Nach mehreren Operationen und Rehas konnte er im Jänner 2017 seine Karriere bei den FK Austria Wien Amateuren fortsetzen.
Zur Saison 2017/18 wechselte Ronivaldo zum Zweitligisten SC Austria Lustenau, bei dem er einen bis Juni 2018 gültigen Vertrag erhielt. Nach drei Jahren bei Lustenau wechselte er zur Saison 2020/21 zum Ligakonkurrenten FC Wacker Innsbruck, bei dem er einen bis Juni 2022 laufenden Vertrag erhielt. In Innsbruck kam er zu 59 Zweitligaeinsätzen, in denen er 34 Tore erzielte.
Nach dem Ende seines Vertrags und dem zeitgleichen Zwangsabstiegs Wackers aus der 2. Liga wechselte der Stürmer zur Saison 2022/23 zum Zweitligisten FC Blau-Weiß Linz, bei dem er einen bis Juni 2024 laufenden Vertrag erhielt.
Im Jänner 2025 verlängerte Ronivaldo seinen Vertrag beim FC Blau-Weiß-Linz bis 2027.

## Erfolge
- Torschützenkönig der 2. Liga: 2019 (26 Tore), 2020 (24 Tore), 2023 (19 Tore)
- Torschützenkönig der österreichischen Bundesliga: 2025 (14 Tore)

- Bester Spieler der 2. Liga: 2019, 2020

## Sonstiges
Ronivaldo spielte in seiner Heimat unter dem Künstlernamen „Val Ceará“. Im Februar 2024 erhielt der gebürtige Brasilianer nach elf Jahren als Spieler in Österreich die österreichische Staatsbürgerschaft.